# Gli artigli dello squartatore
Gli artigli dello squartatore (Hands of the Ripper) è un film del 1971 diretto da Peter Sasdy.

## Trama
Narra di una ragazza che, scioccata dall'omicidio della madre da parte del padre Jack lo squartatore, continua a portare avanti gli omicidi del famigerato serial killer londinese.